# Moritz Müller (Maler, 1807)
Carl Friedrich Moritz Müller, genannt Feuermüller (* 6. Mai 1807 in Dresden; † 8. November 1865 in München) war ein deutscher Maler. Er war der Vater des Malers Moritz Müller des Älteren. Bekannt wurde er durch seine mit künstlichem Licht beleuchteten Genredarstellungen.

## Leben
Müller wurde zunächst von seinem Vater unterrichtet studierte ab 1821 bei Friedrich Matthäi an der Dresdner Akademie. In den Jahren 1829 bis 1830 lebte er als Porträtmaler in Zittau erfolgten und siedelte anschließend nach München um. Hier fertigte er noch einige Altarbilder für die Klosterkirche in Zittau, ehe er sich auf die Darstellung von Szenen aus dem Volksleben verlegte, wobei er seinen Werken oftmals durch künstliche Lichtquellen eine besondere Note verlieh. Diesen Licht- und Feuereffekten in der Art des niederländischen Malers Gottfried Schalken, verdankt er seinen Beinamen „Feuermüller“.
Moritz Müller starb 1865 im Alter von 58 Jahren in München.

## Grabstätte

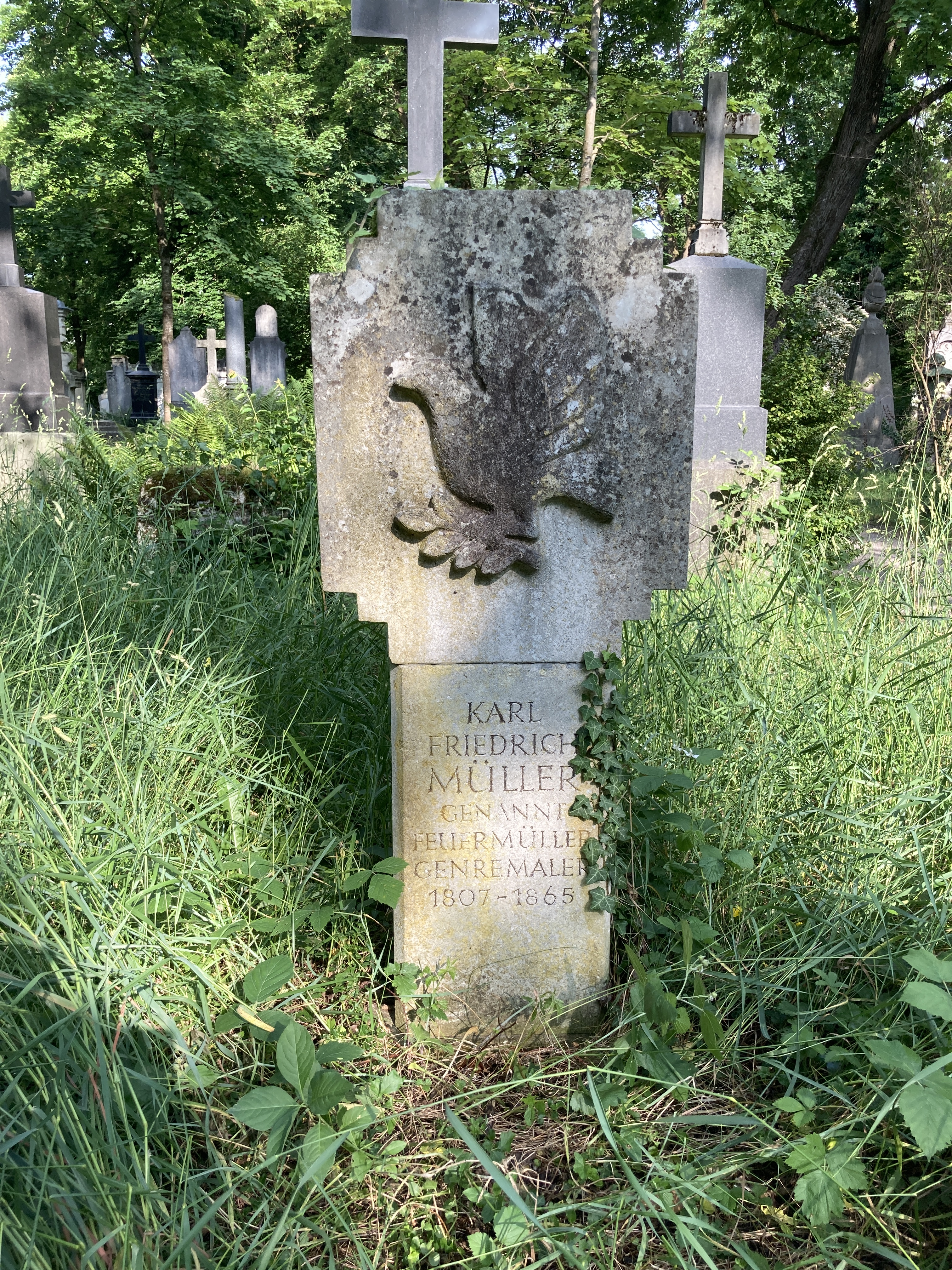
Grab von Moritz Müller auf dem Alten Südlichen Friedhof in München

Die Grabstätte von Moritz Müller befindet sich auf dem Alten Südlichen Friedhof in München (Gräberfeld 13 – Reihe 8 – Platz 56) Standort.

## Ehrung
1868 wurde Moritz Müller postum Ehrenmitglied der Akademie zu Dresden.

## Werke
Eine Auswahl von Müllers Werke:
- 1830: Hochzeit in einem oberbayrischen Dorfe
- 1832: Sennerin aus Lenggries im bayrischen Gebirge im Sonntagsstaat
- 1833: Tiroler auf der Reise
- 1834: Szene aus dem Tirolerkriege
- 1835: Szene bei einem Brande
- 1839: Musikalische Abendunterhaltung
- 1843: Der Schmollende
- 1847: Andreas Hofer mit seiner Familie auf der Flucht
- 1847: Herzog Heinrichs Ankunft in Dresden bei Fackelschein
- 1847: Das Abendgebet
- 1854: Tanz im Dorfgasthaus
- 1855: In einer Dachauer Wirtsstube
- 1865: Nächtliche Biergartenszene

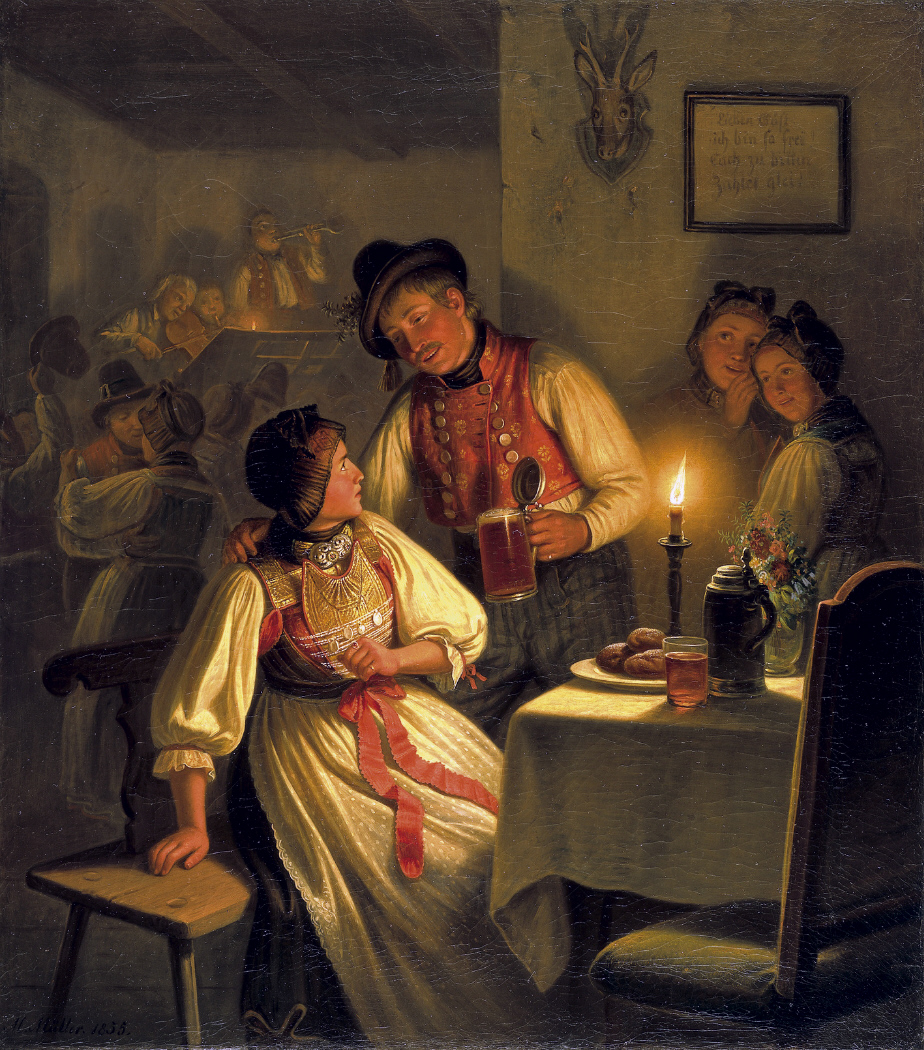
In einer Dachauer Wirtsstube, Öl auf Leinwand, 1855
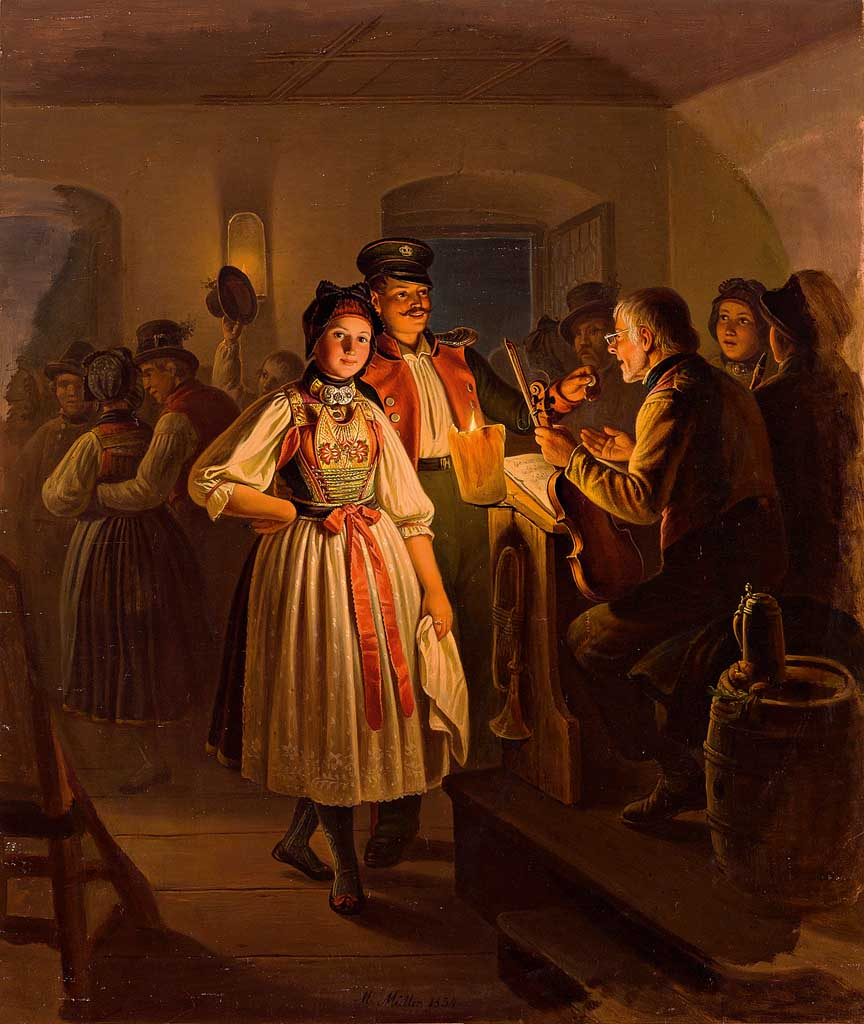
Tanz im Dorfgasthaus, 1854
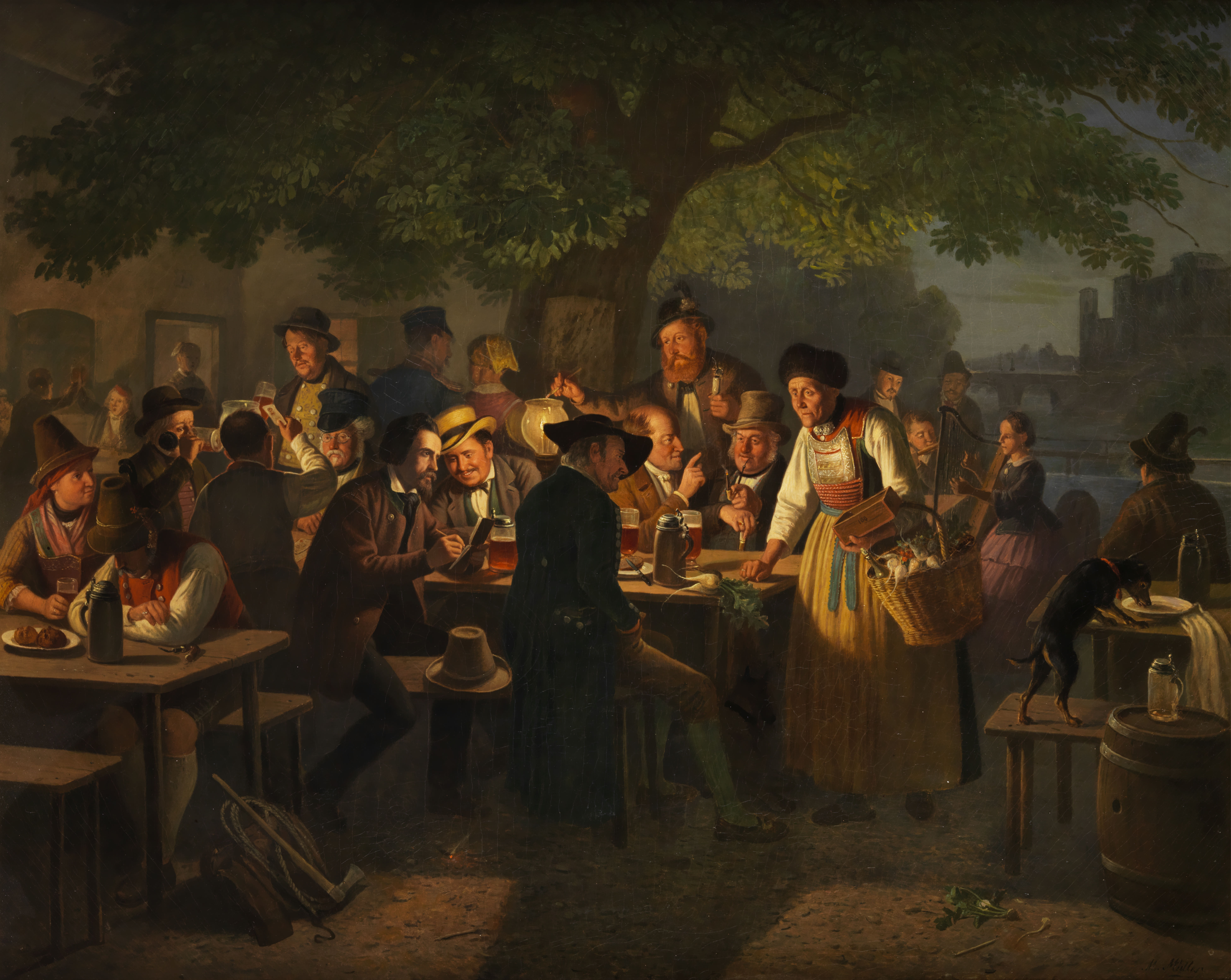
Nächtliche Biergartenszene, 1865